# In persona Christi
In persona Christi es una frase en latín que significa "en la persona de Cristo", un concepto importante en el catolicismo romano y, en diversos grados, en otras tradiciones cristianas, como el luteranismo y el anglicanismo. En la teología católica, un sacerdote es In persona Christi porque, en los sacramentos que administra, es Dios y Cristo quien actúa a través de la instrumentalidad del sacerdote. Un término más amplio, In persona Christi capitis, "en la persona de Cristo la cabeza", fue introducido por los obispos del Concilio Vaticano II en el Decreto sobre el ministerio y la vida de los presbíteros, Presbyterorum Ordinis, 7 de diciembre de 1965.

## Comprensión católica romana
En el catolicismo romano, el sacerdote actúa en la persona de Cristo al pronunciar las palabras que forman parte de un rito sacramento. Por ejemplo, en la Misa, las Palabras de la Institución, por las que el pan se convierte en el Cuerpo de Cristo y el vino en la  Preciosa Sangre. El sacerdote y el obispo actúan en la persona de Cristo cabeza en su dirección de la Iglesia.

### Historia reciente

#### Papa Pío XII (1947)
Sólo a los apóstoles, y en adelante a aquellos a quienes sus sucesores han impuesto las manos, se concede el poder del sacerdocio, en virtud del cual representan la persona de Jesucristo ante su pueblo, actuando al mismo tiempo como representantes de su pueblo ante Dios....
El augusto sacrificio del altar, pues, no es una mera conmemoración vacía de la pasión y muerte de Jesucristo, sino un verdadero y propio acto de sacrificio, por el cual el Sumo Sacerdote, mediante una inmolación incruenta, se ofrece a sí mismo como víctima aceptabilísima al Padre Eterno, tal como lo hizo en la cruz. "Es una y la misma víctima; la misma persona la ofrece ahora por el ministerio de Sus sacerdotes, que entonces se ofreció a Sí mismo en la cruz, siendo diferente sólo la manera de ofrecerla".
El sacerdote es el mismo Jesucristo, cuya sagrada Persona representa su ministro. Ahora bien, el ministro, por razón de la consagración sacerdotal que ha recibido, se asemeja al Sumo Sacerdote y posee el poder de realizar acciones en virtud de la persona misma de Cristo.

#### Obispos del Concilio Vaticano II (1964)
Los presbíteros, aunque no posean el grado más alto del sacerdocio, y aunque dependan de los obispos en el ejercicio de su potestad, sin embargo están unidos a los obispos en la dignidad sacerdotal. Por la potestad del sacramento del Orden, a imagen de Cristo sumo y eterno Sacerdote, son consagrados para predicar el Evangelio y pastorear a los fieles y celebrar el culto divino, de modo que son verdaderos sacerdotes del Nuevo Testamento. Participando de la función de Cristo único Mediador, en su nivel de ministerio, anuncian a todos la palabra divina. Ejercen su función sagrada especialmente en el culto eucarístico o en la celebración de la Misa, mediante la cual, actuando en la persona de Cristo...
En un nivel inferior de la jerarquía se encuentran los diáconos, a quienes se imponen las manos "no para el sacerdocio, sino para un ministerio de servicio".

#### Papa Pablo VI (1967)
... actuando en la persona de Cristo, el sacerdote se une íntimamente a la ofrenda y pone sobre el altar su vida entera, que lleva las marcas del holocausto.

#### Papa Juan Pablo II (1980)
El sacerdote ofrece el santo Sacrificio in persona Christi... La conciencia de esta realidad arroja una cierta luz sobre el carácter y el significado del sacerdote celebrante que, al confeccionar el santo Sacrificio y actuar in persona Christi, es sacramentalmente (e inefablemente) introducido en aquella santidad profundísima, y hecho parte de ella, vinculando espiritualmente con ella a su vez a todos los que participan en la asamblea eucarística.

#### Versión típica del Catecismo de la Iglesia Católica (1997)
Nadie puede otorgarse a sí mismo la gracia; debe ser dada y ofrecida. Este hecho presupone ministros de la gracia, autorizados y habilitados por Cristo. De Él, los obispos y los presbíteros reciben la misión y la facultad ("el poder sagrado") de actuar in persona Christi Capitis; los diáconos reciben la fuerza para servir al pueblo de Dios en la diaconía de la liturgia, la palabra y la caridad, en comunión con el obispo y su presbiterio. El ministerio en el que los emisarios de Cristo hacen y dan por la gracia de Dios lo que no pueden hacer y dar por sus propias fuerzas, es llamado "sacramento" por la tradición de la Iglesia. En efecto, el ministerio de la Iglesia es conferido por un sacramento especial"

#### Papa Benedicto XVI (2007)
Celebrando la Misa Crismal del Jueves Santo con los sacerdotes de Roma, el Papa Benedicto XVI dijo que los sacerdotes deben prepararse a fondo para celebrar la Misa y administrar los sacramentos, recordando que actúan en la persona de Cristo.

#### Código de Derecho Canónico (1983) modificado por Benedicto XVI (2009)
Can.  1008 Por institución divina, algunos fieles cristianos son marcados con un carácter indeleble y constituidos ministros sagrados por el sacramento del Orden. Son así consagrados y deputados, de modo que cada uno, según su propio grado, pueda servir al Pueblo de Dios con un título nuevo y específico.
Can.  1009
§1. Las órdenes son el episcopado, el presbiterado y el diaconado.
§2. Se confieren por la imposición de las manos y la oración consagratoria que los libros litúrgicos prescriben para cada uno de los grados.
§3. Los constituidos en el orden del episcopado o del presbiterado reciben la misión y la capacidad de actuar en la persona de Cristo Cabeza, mientras que los diáconos están habilitados para servir al Pueblo de Dios en los ministerios de la liturgia, la palabra y la caridad.
El cambio en el Derecho Canónico introducido por Omnium in mentem resolvió una discrepancia entre la aplicabilidad de in persona Christi Capitis ("en la persona de Cristo Cabeza") tanto a diáconos como a sacerdotes y obispos. Con el nuevo motu proprio, in persona Christi Capitis se aplica sólo a sacerdotes y obispos.

### Significado litúrgico
La doctrina del In persona Christi afecta a la práctica litúrgica. Cuando un sacerdote habla a la congregación In persona Christi, las palabras que pronuncia son las palabras de Dios a la Iglesia, en lugar de las palabras de los humanos a Dios. Por ejemplo, hablando del conclusión de la Misa, la Oficina de las Celebraciones Litúrgicas del sumo pontífice ha dicho:

Aquí... actúa "in persona Christi". Por eso, no dice en plural "que Dios omnipotente nos bendiga", o "la Misa ha terminado, vayamos en paz". Habla en nombre de la Persona de Cristo y como ministro de la Iglesia, por eso imparte la bendición, mientras la invoca... "Que Dios os bendiga" y "Id en paz".

## Entendimiento luterano
Cuando un sacerdote luterano ofrece el sacramento de la  Santa Absolución, actúa in persona Christi. Esto informa la teología detrás del sello del confesionario. Dado que el sacerdote "actúa en lugar de Cristo cuando absuelve a un pecador (Lucas 10:16; 2 Corintios 2:10), actúa también en lugar de Cristo cuando escucha una confesión. " Como tal, "No puede, pues, revelar lo que Cristo mismo no revela" (Isaías 43:25; Jeremías 31:34)."